# ألفونس دس جون سميث
ألفونس دس جون سميث (بالإنجليزية: Alphonse John Smith)‏ هو كاهن كاثوليكي أمريكي، ولد في 14 نوفمبر 1883 في ماديسون في الولايات المتحدة، وتوفي في 16 ديسمبر 1935 في ناشفيل في الولايات المتحدة.